# Nakajima G8N
Nakajima G8N Renzan (tiếng Nhật: 連山; phiên âm Hán-Việt: Liên Sơn) là một loại máy bay ném bom tầm xa bốn động cơ được thiết kế cho Hải quân Đế quốc Nhật Bản sử dụng. Định danh của Hải quân Đế quốc Nhật Bản là "máy bay cường kích đặt căn cứ trên đất liền Type 18" (tiếng Nhật: 十八試陸上攻撃機), trong khi phe Đồng Minh đặt tên mã là "Rita".

## Thiết kế và phát triển
Tháng 2 năm 1943, ban tham mưu của Hải quân Đế quốc Nhật Bản yêu cầu Nakajima Aircraft Company thiết kế một máy bay ném bom bốn động cơ, có khả năng đáp ứng các thông số kỹ thuật trước đó được thiết lập cho một máy bay tấn công mặt đất tầm xa. Thông số kỹ thuật cuối cùng, ban hành vào ngày 14 tháng 9 năm 1943, yêu cầu một chiếc máy bay có tốc độ tối đa 320 hải lý trên giờ (590 km/h; 370 mph) có thể mang tải trọng bom 4.000 kg (8.800 lb) ở tầm bay 3.700 km (2.300 mi) hoặc giảm tải trọng bom ở tầm bay 7.400 km (4.600 mi).
Thiết kế của Nakajima nổi bật với cánh gắn ở giữa có diện tích nhỏ và tỷ lệ khung hình cao, bộ càng đáp ba bánh và một bánh lái vây đơn lớn. Sức mạnh đến từ bốn động cơ piston hướng kính 2.000 mã lực Nakajima NK9K-L "Homare" 24 với bộ siêu tăng áp Hitachi 92 và bộ dẫn động cánh quạt bốn cánh. Các động cơ được làm mát bằng quạt quay ngược chiều đặt ngay bên trong các nắp động cơ. Vũ khí phòng thủ bao gồm các tháp pháo vận hành bằng điện gắn ở mũi, lưng, bụng và đuôi cùng với hai khẩu súng máy xoay tự do ở hai bên thân máy bay.

## Lịch sử hoạt động

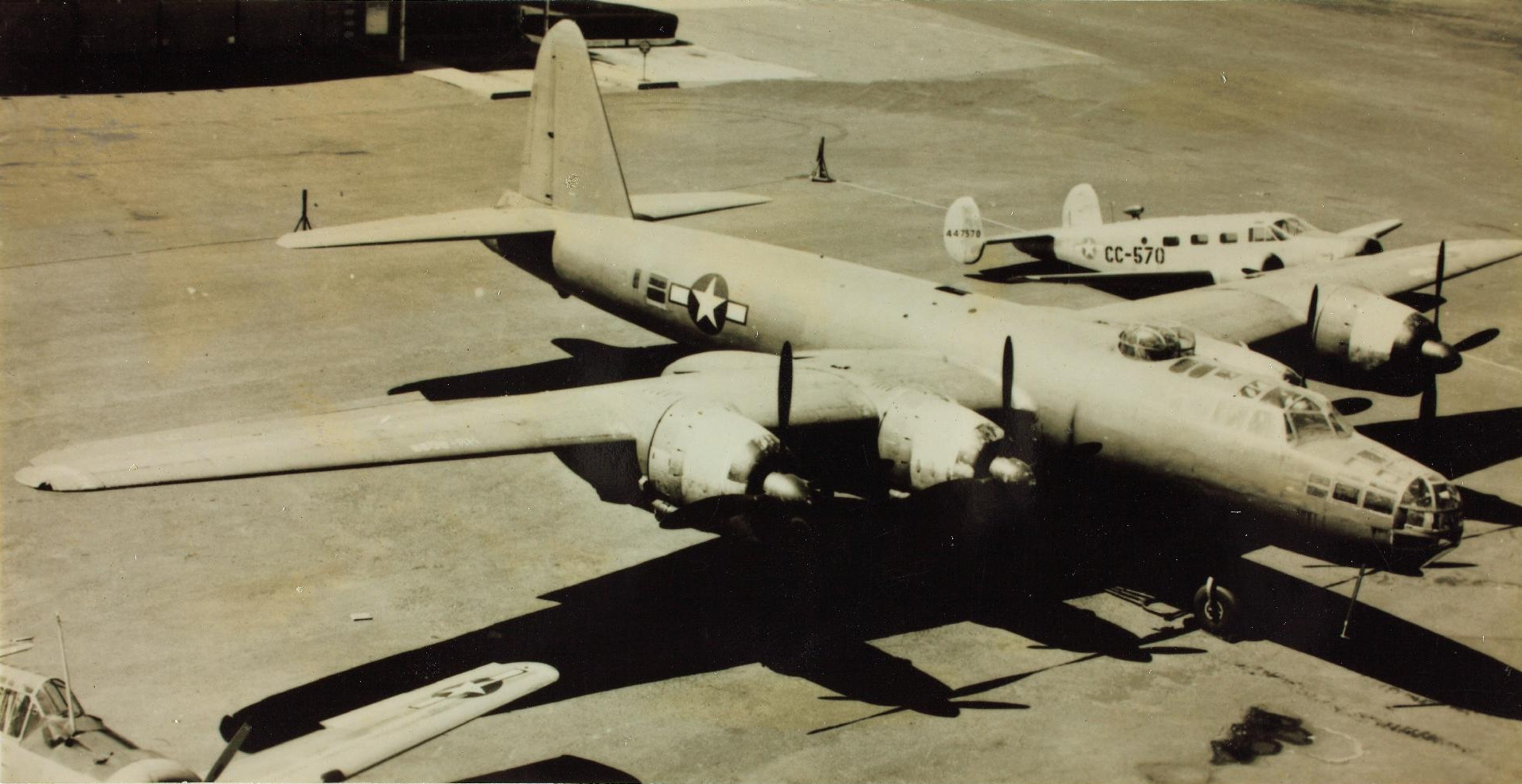
Một chiếc G8N bị bắt giữ được sơn ký hiệu của Không lực Lục quân Hoa Kỳ, bên cạnh nó là C-45 và T-6

Nguyên mẫu ban đầu được hoàn thành vào tháng 10 năm 1944 và bàn giao cho Hải quân Đế quốc Nhật Bản thử nghiệm vào tháng 1 năm 1945, một năm sau khi dự án bắt đầu phát triển. Ba chiếc nữa được hoàn tất vào tháng 6 năm 1945, trong đó nguyên mẫu thứ ba bị phá hủy trên mặt đất bởi máy bay của tàu sân bay Hoa Kỳ.
Ngoài những trục trặc nhỏ với bộ siêu tăng áp, Renzan đã hoạt động tốt và Hải quân Đế quốc Nhật Bản hy vọng sẽ có tổng cộng 16 nguyên mẫu cùng với 48 chiếc G8N1 phiên bản sản xuất được lắp ráp vào tháng 9 năm 1945. Nhưng tình hình chiến tranh ngày càng tồi tệ và sự thiếu hụt nghiêm trọng các hợp kim của nhôm nhẹ đã dẫn đến việc hủy bỏ dự án vào tháng 6 năm 1945.
Một biến thể được đề xuất là G8N2 Renzan-Kai Model 22, được trang bị bốn động cơ piston hướng kính 2.200 mã lực Mitsubishi MK9A và được sửa đổi để chấp nhận gắn thêm máy bay ném bom tấn công đặc biệt phóng từ trên không Type 33 Ohka.
Ngay trước khi Nhật Bản đầu hàng vào tháng 8 năm 1945, người ta cũng đã xem xét nhanh chóng việc sản xuất một phiên bản hoàn toàn làm bằng thép của máy bay, được đặt tên là G8N3 Renzan-Kai Model 23, nhưng việc chấm dứt chiến sự đã ngăn cản mọi sự phát triển tiếp theo.
Sau chiến tranh, một chiếc nguyên mẫu đã được đưa đến Hoa Kỳ và bị tháo dỡ sau khi thử nghiệm. Không có chiếc nào còn tồn tại cho đến ngày nay.

## Biến thể

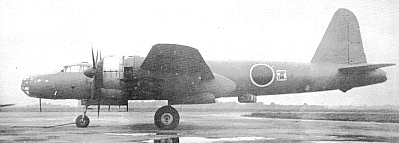
G8N1
Máy bay ném bom hạng nặng bốn động cơ. Phiên bản được sản xuất.
G8N2
Được sửa đổi để mang máy bay ném bom tấn công đặc biệt Type 33 Ohka. Trang bị bốn động cơ piston hướng kính Mitsubishi MK9A.
G8N3
Khung máy bay hoàn toàn làm bằng thép.

## Các nhà khai thác
Nhật Bản
Không lực Hải quân Đế quốc Nhật Bản

## Các thông số kỹ thuật (G8N1)
Dữ liệu lấy từ Japanese Aircraft of the Pacific War
Đặc tính tổng quan
- Kíp lái: 10
- Chiều dài: 22,935 m (75 ft 3 in)
- Sải cánh: 32,54 m (106 ft 9 in)
- Chiều cao: 7,2 m (23 ft 7 in)
- Diện tích cánh: 112 m2 (1.210 foot vuông)
- Kết cấu dạng cánh: 

  - Gốc: K251
  - Chót: K159[5]
- Trọng lượng rỗng: 17.400 kg (38.360 lb)
- Trọng lượng có tải: 26.800 kg (59.084 lb)
- Trọng lượng cất cánh tối đa: 32.150 kg (70.879 lb)
- Động cơ: 4 × động cơ piston hướng kính làm mát bằng không khí 18 xi-lanh Nakajima NK9K-L Homare 24 , 1.500 kW (2.000 hp)  mỗi chiếc để cất cánh

1.380 kW (1.850 hp) ở độ cao 8.000 m (26.000 ft)
- Cánh quạt: Cánh quạt kim loại tốc độ không đổi 4-lá

Hiệu suất bay
- Vận tốc cực đại: 593 km/h (368 mph; 320 kn) ở độ cao 8.000 m (26.000 ft)
- Vận tốc hành trình: 370 km/h (230 mph; 200 kn) ở độ cao 4.000 m (13.000 ft)
- Tầm bay: 3.945 km (2.451 mi; 2.130 nmi)
- Tầm bay chuyển sân: 7.464 km (4.638 mi; 4.030 nmi)
- Trần bay: 10.200 m (33.465 ft)
- Thời gian lên độ cao: 8.000 m (26.000 ft) trong 17 phút 34 giây
- Tải trên cánh: 239,3 kg/m2 (49,0 lb/foot vuông)
- Công suất/khối lượng: 0,2191 kW/kg (0,1333 hp/lb)

Vũ khí trang bị

- Súng: 

Bản vẽ chi tiết kỹ thuật 3 chiều của G8N

  - 6 × pháo tự động Type 99 20 mm (0,79 in), mỗi 2 khẩu ở tháp pháo của lưng, bụng và đuôi máy bay
  - 2 × súng máy Type 2 13 mm (0,51 in) ở tháp pháo của mũi máy bay
  - 2 × súng máy Type 2 13 mm (0,51 in) ở hai bên thân máy bay
- Bom: 

  - 4 × quả bom 250 kg (550 lb) (bình thường)
  - 2 × quả bom 2.000 kg (4.400 lb) (tối đa)